# Over de interpretatie
Over de interpretatie (Grieks: Περὶ Ἑρμηνείας / Peri Hermeneias; Latijn: De interpretatione), ook wel vertaald als Over de uitlegging, is de tweede tekst uit het Organon van Aristoteles, en heeft betrekking op het concept van de propositie en de beoordeling hiervan.  